# Oxidatieve decarboxylering
Oxidatieve decarboxylering is een van de processen waarbij na de vertering van voedsel stoffen (zoals vetzuren, glycerol, monosachariden en aminozuren) via katabole processen worden afgebroken tot {\displaystyle {\ce {CO2}}} en {\displaystyle {\ce {H2O}}} en energie.

## Principe
Bij de afbraak van voedingsstoffen kunnen we 4 fasen onderscheiden die elk zijn eigen eindproduct heeft. Zo heeft de eerste fase, de glycolyse, als eindproduct pyrodruivenzuur, die dan wordt omgezet naar het acetylco-enzym A tijdens de oxidatieve decarboxylering. Acetylco-enzym A zet oxaalzuur om naar citroenzuur in de krebscyclus en de energie die hierbij gevormd wordt, onder de vorm van ATP, NADH en {\displaystyle {\ce {FADH2}}}, wordt dan weer gebruikt bij de oxidatieve fosforylering.

## Werking
Als pyruvaat ({\displaystyle {\ce {C3H4O3}}}) in de mitochondriën getransporteerd is, ondergaat deze een decarboxylering waarbij {\displaystyle {\ce {CO2}}} wordt afgesplitst. Het co-enzym A werkt hierop in en vormt het acetylco-enzym A. 
Dit proces levert {\displaystyle {\ce {2NADH + 2H+}}} die de elektronen "dragen" naar de oxidatieve fosforylering. Ondanks het proces wel {\displaystyle {\ce {NADH}}} produceert, is het geen energieproducerend proces. De acetylco-enzym A wordt verder gebruikt in de cintroenzuurcyclus. 